# Ophiomyia ingens
Ophiomyia ingens är en tvåvingeart som beskrevs av Spencer 1962. Ophiomyia ingens ingår i släktet Ophiomyia och familjen minerarflugor.
Artens utbredningsområde är Myanmar. Inga underarter finns listade i Catalogue of Life.